# Samsung Galaxy S Plus
El Samsung GALAXY S Plus (GT-i9001) era un smartphone Android fabricado por Samsung en el 2011.
Este teléfono sería la "actualización" del original Samsung Galaxy S, con similares características físicas, pero más avanzado en cuanto a prestaciones.
Dispone de una pantalla Super AMOLED táctil capacitivo, con tecnología multi-touch y cristal Gorilla Glass antirayas. Su tamaño sin contar el marco es de 4" con una resolución de 480 x 800 píxeles.
Instalado de fábrica el Android 2.3 Gingerbread con la versión no rooteada. Un punto fuerte del teléfono es su procesador de 1.4GHz que lo diferencia de su versión básica (Galaxy S, con solo 1GHz). Este detalle en el procesador lo hace su mayor inconveniente a su vez, la batería del dispositivo es de 1650 mAh, lo que hace que se descargue más rápidamente de lo normal. 
Su segundo gran aporte es su espacio de disco, de 8GB, ampliable hasta 40GB con una MicroSD de 32GB. La memoria RAM es de 512MB, un poco menos que el Galaxy S Advance (768MB) y la misma que el Galaxy S.
"El Smartphone Android más estable y fluido respecto sus competidores." Smart-GSM

## Características
Incluye todos los estándares de los teléfonos de la competencia de su generación:
- GPS con soporte A-GPS

- Brújula digital

- EDGE Clase 12

- 3G HSDPA / HSUPA +

- Wi-Fi 802.11 b/g/n, DLNA

- Bluetooth v3.0 A2DP

- microUSB 2.0

- Integración con redes sociales

- Reproductor de video MP4/DivX/Xvid/WMV/H.264/H.263

- Reproductor de audio MP3/WAV/eAAC+/AC3/FLAC

- Radio FM Stereo con RDS

- Salida TV

- Visor de documentos (Word, Excel, PowerPoint, PDF)

- Integración Google Search, Mapas, Gmail, YouTube, Calendario, Google Talk, Picasa

- Organizador

- Editor de fotos y videos

- Soporte Adobe Flash Player v10.2

- Manos libres incorporado

- Memo/comandos/discado de voz

- Ingreso predictivo de texto

| Predecesor: Samsung Galaxy S II | Serie S de la línea Samsung Galaxy 2020 | Sucesor: Samsung Galaxy S Advance |

- Datos: Q582165